# لحن الانتقام
لحن الانتقام (بالإسبانية: La reina soy yo)‏ مسلسل مكسيكي يعرض على MBC4 أعتبارآ من 1 سبتمبر 2019.

## قصة المسلسل
تروي أحداث المسلسل حياة ياميلي مونتويا، وهي امرأة جميلة تتمتع بموهبة كبيرة في التأليف الموسيقي، والتي تعرضت للخيانة من الرجل الذي تحبه. تلد في السجن ابنًا يُؤخذ منها وتعتقد أنه مات. في السجن هي أيضًا ضحية لهجوم وتعلن وفاتها، وهو وضع تستفيد منه إدارة مكافحة المخدرات لإعطائها هوية جديدة وتسللها إلى منظمة إجرامية. هويتها الجديدة، لاري أندرادي، منتجة موسيقية مهمة، ستبدأ ياميلي في الانتقام من أولئك الذين دمروا حياتها.
- المسلسل نسخة من المسلسل الكولومبي ملكة الإلهام.

## روابط خارجية
- لحن الانتقام على موقع IMDb (الإنجليزية)
- لحن الانتقام على موقع كينوبويسك (الروسية)
- لحن الانتقام على موقع قاعدة بيانات الفيلم (الإنجليزية)